# Paul Parker
Paul Andrew Parker (West Ham, 1964. április 4. –) volt angol válogatott jobbhátvéd, menedzser és sportriporter. 15 éves pályafutása alatt csak angol csapatokban szerepelt, amelyek közt kétségtelenül a Manchester Unitednél töltött időszakában volt karrierje csúcsán. Visszavonulása után kisebb egyesületeknél tevékenykedett vezetőedzőként.

## Pályafutása

### Fulham
Karrierje első állomásán 5 évet töltött el a másodosztályban, majd egy évet a harmadosztályban, amikor felfigyelt rá a városi rivális Queens Park Rangers.

### Queens Park Rangers
Itt már megismerhette az első osztály légkörét és alacsony termetét tökéletesen ellensúlyozta sebessége és megfontolt, határozott játék stílusa.

### Manchester United
1991-ben a Manchester United vásárolta meg 2 millió £-ért.
Parker az Old Traffordon 5 évig szolgálta a Vörös Ördögöket, de 3 év után súlyos bokasérülése beárnyékolta karrierjét és nem tudott már biztos ponttá válni Alex Ferguson csapatában.
Az 1994-1995-ös bajnokságban Gary Neville vette át a jobbhátvéd szerepét a Unitednél.
Hiába épült fel a következő szezonra a fiatal Neville kiszorította a kezdőcsapatból Manchesterben és a válogatottban egyaránt.
Ebben a szezonban csapata megnyerte a bajnokságot és az FA-kupát is, de ő nem kaphatta meg az aranyérmeket, mivel kevés mérkőzésen jutott szóhoz.

### 1996–1997 (a bokasérülés következményei)
Természetes, hogy továbbállt, épp kapóra jött az újonc Derby County ajánlata, de mivel nem tudta biztosítani itt sem a helyét, még 1996 novemberében leszerződött a Sheffield Unitedhez.
1997-ben visszatért anyaegyesületéhez a Fulham-hez, majd a Chelsea-nél játszott pár mérkőzést, aztán két alacsonyabb osztályú egyesületnél is próbálkozott, végül befejezte karrierjét.

### A válogatottban
1989. április 26-án, Albánia ellen mutatkozott be a válogatottban.
Gary Stevens helyetteseként, ugyan ritkán szerepelt a kezdőcsapatban, de az 1990-es világbajnokságra benevezte Bobby Robson.
Itt a második csoportmérkőzéstől jutott szóhoz és 5 mérkőzésen játszott Olaszországban.
Az elődöntőben az NSZK ellen Andreas Brehme szabadrúgásába sikerült, úgy beleérnie, hogy a labda Shilton kapujában kötött ki. 20 perccel később korrigálta hibáját, egy átívelt labdával Linekert ugratta ki, aki belőtte az egyenlítő gólt. A tizenegyes-párbajt a nyugat-német csapat nyerte.
A bronzmérkőzésen Parker helyett, újra Stevens-nek szavazott bizalmat Robson.
A világbajnokság után Graham Taylor vette át a válogatott irányítását, aki Lee Dixon-nal képzelte el a jobb hátsó alakzatot.
Másfél év után szerepelt újra a válogatottban a Hollandia ellen 2-0-ra elveszített meccsen, így az angolok és Parker álma is beteljesületlen maradt, nem utazhattak ki az Egyesült Államokban rendezett világbajnokságra.
Egy szereplése még volt a "háromoroszlánosok" csapatában, végül 19 válogatott mérkőzést abszolvált.

## Sikerei, díjai
Manchester United
- bajnok (1)
  - 1993
- Ligakupa (1)
  - 1992

## Fordítás
- Ez a szócikk részben vagy egészben  a   Paul Parker című angol Wikipédia-szócikk fordításán alapul.  Az eredeti cikk szerkesztőit annak laptörténete sorolja fel. Ez a jelzés csupán a megfogalmazás eredetét és a szerzői jogokat jelzi, nem szolgál a cikkben szereplő információk forrásmegjelöléseként.